# Cortodera discolor
Cortodera discolor är en skalbaggsart som beskrevs av Leon Fairmaire 1866. Cortodera discolor ingår i släktet Cortodera och familjen långhorningar. Inga underarter finns listade i Catalogue of Life.